# Месје 68
Месје 68 (М68) је збијено звездано јато у сазвежђу Хидра које се налази у Месјеовом каталогу објеката дубоког неба.
Деклинација објекта је - 26° 44' 32" а ректасцензија 12h 39m 28,0s. Привидна величина (магнитуда) објекта М68 износи 7,3. М68 је још познат и под ознакама NGC 4590, GCL 20, ESO 506-SC30.